# Пан із Сан-Франциско
«Пан із Сан-Франциско» або «Добродій з Сан-Франсіска» — оповідання Івана Олексійовича Буніна. Являє собою притчу, яка розповідає про нікчемність багатства і влади перед обличчям смерті. Головною ідеєю розповіді виступає осмислення суті буття людини: життя людини крихке і тлінне, тому воно стає огидним, якщо в ньому відсутні справжність і краса. Вперше опублікована в 1915 році в збірнику «Слово» в Російській імперії.

## Історія створення
За словами Буніна, написанню розповіді сприяла випадково побачена влітку 1915 року в Москві у вітрині книжкового магазину обкладинка повісті Томаса Манна «Смерть у Венеції»: на початку вересня 1915 року, перебуваючи в гостях у двоюрідної сестри в Орловській губернії, «я чомусь згадав цю книжку і раптову смерть якогось американця, який приїхав на Капрі, в готель „Квісісана“, де ми жили того року, і одразу вирішив написати „Смерть на Капрі“, що і зробив за чотири дні — не поспішаючи, спокійно, в лад осіннього спокою сіреньких і вже досить коротких і свіжих днів і тиші в садибі… Заголовок „Смерть на Капрі“ я, звичайно, закреслив негайно ж, як тільки написав перший рядок: „Пан із Сан-Франциско…“ І Сан-Франциско, і все інше (крім того, що якийсь американець дійсно помер після обіду в „Квісісані“) я вигадав… „Смерть у Венеції“ я прочитав у Москві лише наприкінці осені. Це дуже неприємна книжка».

## Короткий зміст
З точки зору композиції оповідання можна розділити на дві нерівні частини: подорож пана з Сан-Франциско на кораблі «Атлантида» до берегів Італії і зворотну подорож корабля «Атлантида» до берегів США з тілом пана в труні в трюмі пароплава. Опис подорожі пана на Капрі ведеться сухою, відстороненою мовою; сам пан не має імені, він безликий у своєму прагненні придбати на наявні багатства принади реального життя. Одним з яскравих символів у цій частині розповіді виступає танцююча пара найманих акторів, що зображують в танці справжню пристрасть. У готелі на Капрі пан несподівано помирає, втрачаючи не тільки життя, але і всі привілеї багатої людини, стаючи тягарем для всіх оточуючих, починаючи від господаря готелю, який противиться тому, щоб труну залишали в його апартаментах, і закінчуючи власною сім'єю, яка не знає, що робити з тілом пана. Опис світу природи, світу бідних людей на острові Капрі ведеться живою, повною символічних образів мовою і тому виділяється на тлі загальної стилістики твору. В кінці розповіді тіло пана повертається додому, в могилу, на береги Північної Америки, на тому ж кораблі, який з великою пошаною віз його в Старий Світ, але тепер його тіло лежить у просмоленній труні на дні трюму, а не на палубі, в світлих, сяючих люстрами залах, де йде людний бал.

## Відгуки сучасників
Після виходу розповіді періодичні видання дали йому високу оцінку. Так, критик Абрам Дерман в журналі «Російська думка» від 1916 року писав: «Більше десяти років відділяє нас від кінця творчості Чехова, і за цей термін, якщо виключити те, що було оприлюднено після смерті Л. Н. Толстого, не з'являлося російською мовою художнього твору, рівного за силою і значенням розповіді „Пан із Сан-Франциско“… У чому ж еволюціонував художник? У масштабі свого почуття… З якимось урочистим і праведним сумом художник намалював великий образ величезного зла, — образ гріха, в якому протікає життя сучасної міської людини зі старим серцем, і читач відчуває тут не тільки законність, але і справедливість і красу самої авторської холодності до свого героя…». Журнал «Російське багатство» від 1917 року дав більш стриманий відгук: «Оповідання гарне, але воно страждає вадами своїх достоїнств, як кажуть французи. Протиставлення між поверхневим блиском сучасної нашої культури і її нікчемою перед обличчям смерті виражено в оповіданні із захоплюючою силою, але воно вичерпує його до дна…».